# Ester Ledecká
Ester Ledecká (Praga, 23 marzo 1995) è una snowboarder e sciatrice alpina ceca.
Avendo vinto la medaglia d'oro nel supergigante di sci alpino e nello slalom gigante parallelo di snowboard ai XXIII Giochi olimpici invernali di Pyeongchang 2018, risulta essere la prima donna nella storia dei Giochi olimpici invernali capace di centrare un titolo in due diverse discipline nella stessa edizione. È inoltre l'unica atleta ad aver ottenuto vittorie sia nella Coppa del Mondo di snowboard che in quella di sci alpino, riuscendo peraltro a vincere in entrambi i circuiti nel corso della stessa stagione (2019-2020, 2020-2021, 2021-2022 e 2023-2024).

## Biografia
Sua madre Zuzana è stata una pattinatrice di figura, suo padre Janek Ledecký è un cantautore. Suo nonno Jan Klapáč è stato un hockeista, vincitore di due medaglie ai Giochi olimpici: argento a Grenoble 1968 e bronzo a Innsbruck 1964, con la nazionale cecoslovacca. Il fratello Jonáš è un celebre disegnatore: egli è autore, tra l'altro, delle tute con cui Ester Ledecká ha gareggiato a PyeongChang 2018.
Ester Ledecká debutta nelle gare internazionali ai Campionati mondiali di snowboard 2011 a La Molina, cogliendo un 40º posto nello slalom parallelo e un 33º posto nel gigante parallelo. Nel 2013 ha vinto due medaglie d'oro ai Campionati del mondo juniores di Erzurum.
Ai Campionati mondiali di snowboard di Kreischberg 2015 ha vinto lo slalom gigante parallelo e si è riconfermata nell'edizione successiva di Sierra Nevada 2017, ai quali ha vinto anche l'argento nello slalom parallelo.
Ha rappresentato la Repubblica Ceca ai Giochi olimpici invernali di Pyeongchang 2018 nello snowboard (gareggiando nel gigante parallelo) e nello sci alpino (prendendo parte al supergigante). Avendo vinto entrambe le gare, Ledecka è divenuta la prima donna della storia a conseguire due titoli in due discipline diverse nella medesima edizione dei giochi; in precedenza, negli anni 1920, erano riusciti in tale impresa solo due uomini, i norvegesi Thorleif Haug e Johan Grøttumsbråten, peraltro in due discipline affini quali lo sci di fondo e la combinata nordica.
Delle due, la vittoria nel supergigante è risultata la più peculiare: l'atleta ceca si era infatti presentata senza particolari velleità (non trattandosi della propria disciplina d'elezione) e aveva ricevuto il pettorale numero 26. Al tempo inoltre il suo miglior risultato in Coppa del Mondo era un diciannovesimo posto in discesa libera, mentre nella classifica di supergigante risultava quarantatreesima. Di riflesso, al momento della sua discesa alcune redazioni giornalistiche (quali la statunitense NBC) avevano già dato per vittoriosa l'austriaca Anna Veith, essendo già scese tutte le altre atlete favorite per il titolo. La stessa Ledecka, giunta all'arrivo con il tempo di 1'21"11 (inferiore di un centesimo a quello della Veith e di undici centesimi al riferimento della liechtensteinese Tina Weirather), inizialmente credette d'essere vittima di un errore di cronometraggio. Ai Mondiali di sci alpino di Åre 2019 è stata 17ª nella discesa libera, 27ª nel supergigante e 15ª nella combinata, mentre a quelli di Cortina d'Ampezzo 2021 si è piazzata 4ª nella discesa libera, 4ª nel supergigante e 8ª nella combinata.
Nella Coppa del mondo di snowboard ha conquistato quattro volte la coppa generale di parallelo (nel 2016, nel 2017, nel 2018 e nel 2019) e tre volte la coppa di slalom gigante parallelo (nel 2016, nel 2018 e nel 2019), ha ottenuto il primo podio il 10 gennaio 2014 a Bad Gastein (2ª in slalom parallelo) e la prima vittoria il 18 dello stesso mese a Rogla in slalom gigante parallelo. Nella Coppa del Mondo di sci alpino ha ottenuto il primo podio - e la prima vittoria - il 6 dicembre 2019 nella discesa libera di Lake Louise. Risulta pertanto essere l'unica atleta ad aver vinto una gara sia nel massimo circuito dello snowboard che in quello di sci alpino,   è peraltro riuscita a farlo nella stessa stagione (2019-2020,  vincendo in snowboard a Rogla e nello sci alpino a Lake Louise; 2020-2021, con la tavola a Cortina d'Ampezzo e sugli sci a Val-d'Isère; e 2021-2022 a Cortina d'Ampezzo sullo snowboard e a Crans-Montana con gli sci)
Ai XXIV Giochi olimpici invernali di Pechino 2022 ha nuovamente vinto la medaglia d'oro nello slalom gigante parallelo di snowboard e si è classificata 27ª nella discesa libera, 5ª nel supergigante e 4ª nella combinata dello sci alpino. Ai Mondiali di sci alpino di Saalbach-Hinterglemm 2025 ha vinto la medaglia di bronzo nella discesa libera e si è piazzata 7ª nel supergigante; a quelli di snowboard di Engadina 2025 ha vinto la medaglia d'oro nello slalom gigante parallelo e quella d'argento nello slalom parallelo.

## Palmarès

### Snowboard

#### Olimpiadi
- 2 medaglie:
  - 2 ori (slalom gigante parallelo a Pyeongchang 2018, slalom gigante parallelo a Pechino 2022)

#### Mondiali
- 5 medaglie:
  - 3 ori (slalom parallelo a Kreischberg 2015; slalom gigante parallelo a Sierra Nevada 2017; slalom gigante parallelo a Engadina 2025)
  - 2 argenti (slalom parallelo a Sierra Nevada 2017; slalom parallelo a Engadina 2025)

#### Mondiali juniores
- 2 medaglie:
  - 2 ori (slalom parallelo e slalom gigante parallelo a Erzurum 2013)

#### Coppa del Mondo
- Vincitrice della Coppa del Mondo generale di parallelo nel 2016, nel 2017, nel 2018 e nel 2019
- Vincitrice della Coppa del Mondo di slalom gigante parallelo nel 2016, nel 2018 e nel 2019
- 39 podi (12 in slalom parallelo e 27 in slalom gigante parallelo):
  - 25 vittorie (6 in slalom parallelo e 19 in slalom gigante parallelo)
  - 10 secondi posti (4 in slalom parallelo e 6 in slalom gigante parallelo)
  - 4 terzi posti (2 in slalom parallelo e 2 in slalom gigante parallelo)

##### Coppa del Mondo - vittorie
| Data             | Località          | Paese         | Specialità |
| ---------------- | ----------------- | ------------- | ---------- |
| 18 gennaio 2014  | Rogla             | Slovenia      | PSG        |
| 9 gennaio 2015   | Bad Gastein       | Austria       | PSL        |
| 7 febbraio 2015  | Sudelfeld         | Germania      | PSG        |
| 12 dicembre 2015 | Carezza           | Italia        | PSG        |
| 23 gennaio 2016  | Rogla             | Slovenia      | PSG        |
| 27 febbraio 2016 | Kayseri           | Turchia       | PSG        |
| 17 dicembre 2016 | Cortina d'Ampezzo | Italia        | PSL        |
| 28 gennaio 2017  | Rogla             | Slovenia      | PSG        |
| 5 marzo 2017     | Kayseri           | Turchia       | PSG        |
| 14 dicembre 2017 | Carezza           | Italia        | PSG        |
| 15 dicembre 2017 | Cortina d'Ampezzo | Italia        | PSG        |
| 5 gennaio 2018   | Lackenhof         | Austria       | PSG        |
| 20 gennaio 2018  | Rogla             | Slovenia      | PSG        |
| 26 gennaio 2018  | Bansko            | Bulgaria      | PSG        |
| 10 marzo 2018    | Scuol             | Svizzera      | PSG        |
| 15 dicembre 2018 | Cortina d'Ampezzo | Italia        | PSG        |
| 16 febbraio 2019 | PyeongChang       | Corea del Sud | PSG        |
| 18 gennaio 2020  | Rogla             | Slovenia      | PSG        |
| 12 dicembre 2020 | Cortina d'Ampezzo | Italia        | PSG        |
| 18 dicembre 2021 | Cortina d'Ampezzo | Italia        | PSG        |
| 18 marzo 2023    | Berchtesgaden     | Germania      | PSL        |
| 20 gennaio 2024  | Pamporovo         | Bulgaria      | PSL        |
| 21 gennaio 2024  | Pamporovo         | Bulgaria      | PSL        |
| 9 marzo 2024     | Winterberg        | Germania      | PSL        |
| 30 novembre 2024 | Mylin             | Cina          | PSG        |

Legenda:

PSL = slalom parallelo

PSG = slalom gigante parallelo

### Sci alpino

#### Olimpiadi
- 1 medaglia:
  - 1 oro (supergigante a Pyeongchang 2018)

#### Mondiali
- 1 medaglia:
  - 1 bronzo (discesa libera a Saalbach-Hinterglemm 2025)

#### Coppa del Mondo
- Miglior piazzamento in classifica generale: 10ª nel 2020
- 11 podi (7 in discesa libera, 3 in supergigante, 1 in combinata):
  - 4 vittorie (2 in discesa libera, 2 in supergigante)
  - 2 secondi posti (in discesa libera)
  - 5 terzi posti (3 in discesa libera, 1 in supergigante, 1 in combinata)

##### Coppa del Mondo - vittorie
| Data             | Località             | Paese    | Specialità |
| ---------------- | -------------------- | -------- | ---------- |
| 6 dicembre 2019  | Lake Louise          | Canada   | DH         |
| 20 dicembre 2020 | Val-d'Isère          | Francia  | SG         |
| 26 febbraio 2022 | Crans-Montana        | Svizzera | DH         |
| 22 marzo 2024    | Saalbach-Hinterglemm | Austria  | SG         |

Legenda:

DH = discesa libera

SG = supergigante

#### Coppa Europa
- Miglior piazzamento in classifica generale: 57ª nel 2024
- 1 podio:
  - 1 secondo posto

#### South American Cup
- Vincitrice della South American Cup nel 2017
- Vincitrice della classifica di supergigante nel 2017
- Vincitrice della classifica di combinata nel 2016 e nel 2017
- 19 podi:
  - 17 vittorie
  - 1 secondo posto
  - 1 terzo posto

##### South American Cup - vittorie
| Data              | Località    | Paese | Specialità |
| ----------------- | ----------- | ----- | ---------- |
| 15 settembre 2015 | El Colorado | Cile  | DH         |
| 15 settembre 2015 | El Colorado | Cile  | DH         |
| 16 settembre 2015 | El Colorado | Cile  | KB         |
| 16 settembre 2015 | El Colorado | Cile  | SG         |
| 16 settembre 2015 | El Colorado | Cile  | KB         |
| 16 settembre 2015 | El Colorado | Cile  | SG         |
| 7 settembre 2016  | La Parva    | Cile  | DH         |
| 8 settembre 2016  | La Parva    | Cile  | SG         |
| 12 settembre 2016 | El Colorado | Cile  | SG         |
| 12 settembre 2016 | El Colorado | Cile  | KB         |
| 12 settembre 2016 | El Colorado | Cile  | SG         |
| 12 settembre 2016 | El Colorado | Cile  | KB         |
| 13 settembre 2016 | El Colorado | Cile  | DH         |
| 13 settembre 2016 | El Colorado | Cile  | DH         |
| 5 settembre 2017  | La Parva    | Cile  | DH         |
| 5 settembre 2017  | La Parva    | Cile  | DH         |
| 6 settembre 2017  | La Parva    | Cile  | SG         |

Legenda:

DH = discesa libera

SG = supergigante

KB = combinata